# Gabriel Graciani
Gabriel Maximiliano Graciani (Bovril, 28 novembre 1993) è un calciatore argentino, difensore del Ñublense.

## Carriera
Ha giocato in massima serie con la maglia del Colón.